# تولين شاهين
تولين شاهين (بالتركية: Tülin Şahin)‏ ( ولدت في 13 ديسمبر عام 1980 في مدينة أودنسي ) مصممة أزياء تركية ، و مذيعة ، وكاتبة ، وممثلة وعارضة أزياء.
ولدت تولين شاهين في مدينة أودنسي بالدنمارك ، و أمضت طفولتها هناك. أكُتشفت في مركز للتسوق و عقب ذلك ذهبت لباريس في عام 1998 من أجل عروض الأزياء المهنية. ثم أتت لتركيا مسقط رأسها لكي تعمل بعروض الأزياء و قد وقعت على العمل مع ذكي تريكو و كانت عائلتها تعيش في مدينة سيواس. ولقبت تولين شاهين بلقب سيندي السيواسية في الصحافة العالمية وكذلك الصحافة التركية. وذلك لأنها تشبه كثيرا سيندي كروفورد عارضة الأزياء المشهورة. كانت عارضة الأزياء المشهورة تساهم كثيراً في الأعمال الخيرية و تزوجت بمحمد أوزر. وفي عام 2008 أسست موقع على شبكة الإنترنت باسم " توليس " موجه للنساء. وبجانب ذلك عملت تولين شاهين أيضاً كمصممة أزياء الموضة بنفسها ومستقلة عن غيرها كما أنها إستاعنت بالعديد من العلامات التجارية العالمية. و كتبت تولين شاهين كتب أيضاً مثل " أسرار التغذية والنظام الغذائي بالنسبة للنساء الذين يرغبون في إنقاص الوزن " ، و " هل ما زلتم تفعلون هذا النظام الغذائي " ، و الأمير والملك " و " الفقراء ". وفي عام 1999 قامت ببطولة فيلم " صقور الليل " ، وقامت أيضا ببطولة المسلسل " سيكون كذلك أيضاً " في عام 1986 و أيضاً المسلسل " المجانين الرائعين " في عام 1996. وفي عام 2004 قدمت برنامج " أجون فيراردا " مع الفنان أجون ليجالي. و كان كارل لاجرفيلد يلقب تولين شاهين بالجميلة التركية. كما أنها تعلم سبعة لغات جيداً منهم " اللغة الإنجليزية والدانماركية ، و السويدية ، و النرويجية ، والتركية ، و الألمانية والفرنسية ".

## وصلات خارجية
- الموقع الرسمي لتولين شاهين (http://www.tulinsahin.com/ )
- Tuliss.com